# Safranine
La safranine est un colorant rose utilisé dans la coloration de Gram à la place de la fuchsine.
La composition de la solution de safranine utilisée est la suivante :

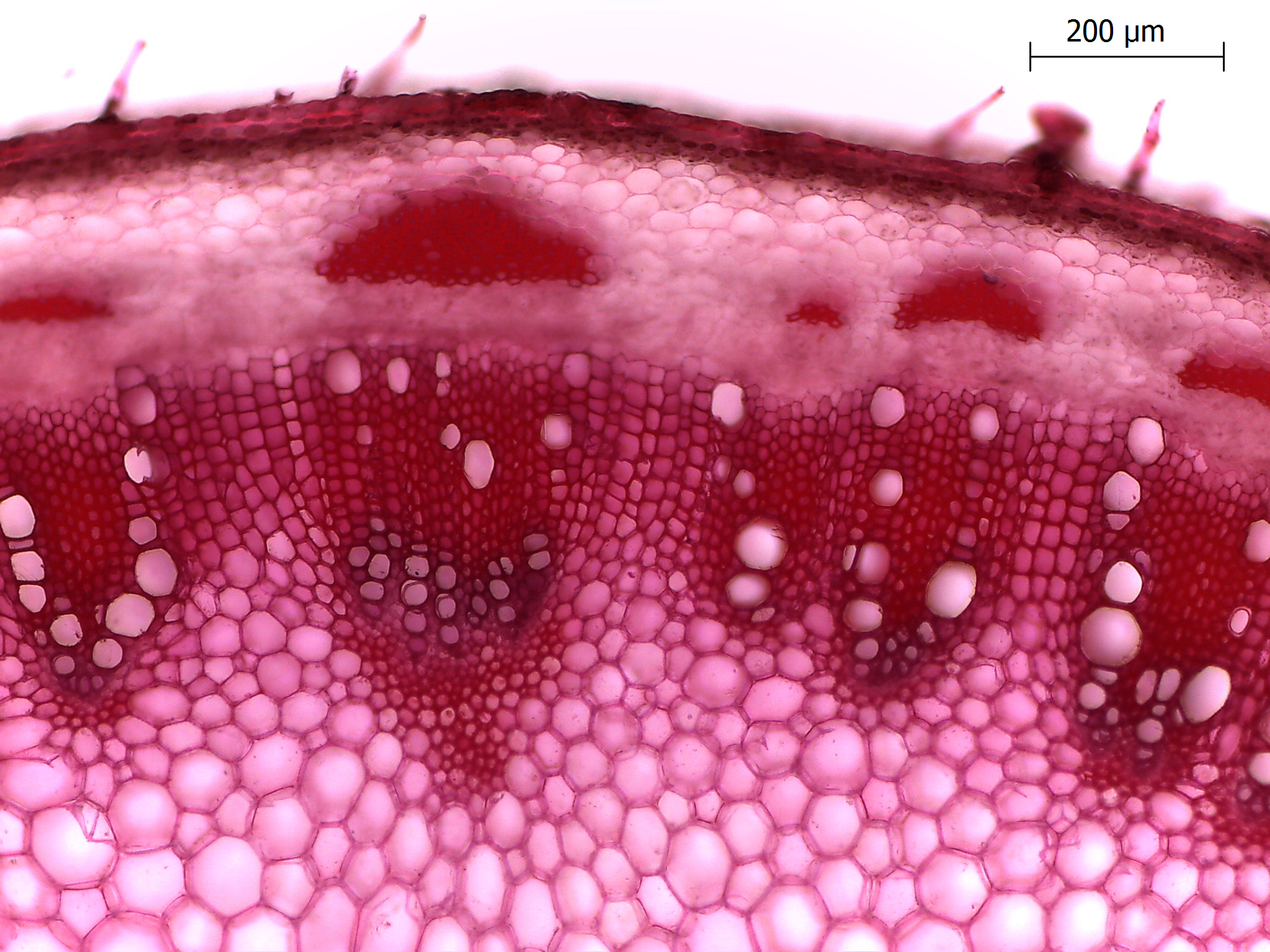
Exemple de coupe anatomique colorée à la safranine
(Coupe d'une tige de Blumea lacera (Asteraceae) faite au microtome)

| Safranine O                                      | 25 g   |
| Éthanol à 95 °GL                                 | 100 ml |
| Solution aqueuse d'oxalate d'ammonium à 25 g·l-1 | 800 ml |